# Gerichtshalle
Die Gerichtshalle war eine österreichische Wochenzeitung, die zwischen 1857 und 1938 wöchentlich in Wien erschien. Sie führte den Nebentitel Organ für Rechtspflege und Volkswirtschaft. Verlegt wurde sie von der J.B. Wallishausser's k.u.k. Hof-Buchdruckerei in Wien.